# 1317
Il 1317 (MCCCXVII in numeri romani) è un anno  del XIV secolo.

## Eventi
- Spedizione Angioina in Sicilia
- 11 dicembre - Banchetto di Nyköping: Birger Magnusson imprigiona i propri fratelli Erik Magnusson e Valdemar, duchi di Svezia

## Nati
- 21 giugno - Cia Ordelaffi, nobile e condottiera italiana († 1381)
- Marcolino da Forlì, presbitero italiano († 1397)
- Giovanni d'Aragona, nobile († 1348)
- Costantino Dragaš, nobile bizantino († 1395)
- Eufemia di Svezia, nobile svedese
- Guillaume de la Jugée, cardinale francese († 1374)

## Morti
- 13 gennaio - Jean d'Auxois, vescovo francese
- 7 febbraio - Roberto di Clermont, conte (n. 1256)
- 16 aprile - Guglielmo Gnoffi, religioso italiano (n. 1256)
- 17 aprile - Gerardo Sereni, religioso e teologo italiano (n. 1255)
- 20 aprile - Agnese di Montepulciano, religiosa italiana
- 16 maggio - Francesco Caetani, cardinale italiano
- 13 giugno - Giacomo de Via, vescovo cattolico e cardinale francese
- 19 luglio - Raymond de Saint-Sever, cardinale francese
- 14 agosto - Arnaud Nouvel, cardinale e docente francese
- 14 agosto - Bernard de Castanet, cardinale francese
- 12 settembre - Arnaud de Faugères, cardinale e arcivescovo cattolico francese
- 21 settembre - Viola di Teschen, principessa polacca
- 8 ottobre - Fushimi, imperatore giapponese (n. 1265)
- 14 ottobre - Malatestino I Malatesta, condottiero italiano
- 9 novembre - Manfredi di Trinacria, duca (n. 1306)
- 13 novembre - Yab-Alaha III, vescovo cristiano orientale siro (n. 1245)
- 24 dicembre - Jean de Joinville, cavaliere medievale e biografo francese
- Gano di Fazio, scultore italiano
- Giovanna di Toucy, nobildonna francese
- Mangrai, condottiero (n. 1238)
- Giovanni I Orsini, nobile italiano
- Roberto di Borgogna, conte (n. 1300)
- Roberto VI d'Alvernia, conte
- Salvino degli Armati, inventore italiano
- Opizzino Spinola, politico italiano
- Violante di Monferrato, imperatrice bizantina (n. 1274)
- Tolberto III da Camino, nobile e politico italiano (n. 1263)

## Calendario
| Calendario 1317 | Calendario 1317 | Calendario 1317 | Calendario 1317 | Calendario 1317 | Calendario 1317 | Calendario 1317 | Calendario 1317 | Calendario 1317 | Calendario 1317 | Calendario 1317 | Calendario 1317 | Calendario 1317 | Calendario 1317 | Calendario 1317 | Calendario 1317 | Calendario 1317 | Calendario 1317 | Calendario 1317 | Calendario 1317 | Calendario 1317 | Calendario 1317 | Calendario 1317 | Calendario 1317 | Calendario 1317 | Calendario 1317 | Calendario 1317 | Calendario 1317 | Calendario 1317 | Calendario 1317 | Calendario 1317 | Calendario 1317 | Calendario 1317 |
| --------------- | --------------- | --------------- | --------------- | --------------- | --------------- | --------------- | --------------- | --------------- | --------------- | --------------- | --------------- | --------------- | --------------- | --------------- | --------------- | --------------- | --------------- | --------------- | --------------- | --------------- | --------------- | --------------- | --------------- | --------------- | --------------- | --------------- | --------------- | --------------- | --------------- | --------------- | --------------- | --------------- |
|                 | 1               | 2               | 3               | 4               | 5               | 6               | 7               | 8               | 9               | 10              | 11              | 12              | 13              | 14              | 15              | 16              | 17              | 18              | 19              | 20              | 21              | 22              | 23              | 24              | 25              | 26              | 27              | 28              | 29              | 30              | 31              |                 |
| Gennaio         | Sa              | Do              | Lu              | Ma              | Me              | Gi              | Ve              | Sa              | Do              | Lu              | Ma              | Me              | Gi              | Ve              | Sa              | Do              | Lu              | Ma              | Me              | Gi              | Ve              | Sa              | Do              | Lu              | Ma              | Me              | Gi              | Ve              | Sa              | Do              | Lu              |                 |
| Febbraio        | Ma              | Me              | Gi              | Ve              | Sa              | Do              | Lu              | Ma              | Me              | Gi              | Ve              | Sa              | Do              | Lu              | Ma              | Me              | Gi              | Ve              | Sa              | Do              | Lu              | Ma              | Me              | Gi              | Ve              | Sa              | Do              | Lu              |                 |                 |                 |                 |
| Marzo           | Ma              | Me              | Gi              | Ve              | Sa              | Do              | Lu              | Ma              | Me              | Gi              | Ve              | Sa              | Do              | Lu              | Ma              | Me              | Gi              | Ve              | Sa              | Do              | Lu              | Ma              | Me              | Gi              | Ve              | Sa              | Do              | Lu              | Ma              | Me              | Gi              |                 |
| Aprile          | Ve              | Sa              | Do              | Lu              | Ma              | Me              | Gi              | Ve              | Sa              | Do              | Lu              | Ma              | Me              | Gi              | Ve              | Sa              | Do              | Lu              | Ma              | Me              | Gi              | Ve              | Sa              | Do              | Lu              | Ma              | Me              | Gi              | Ve              | Sa              |                 |                 |
| Maggio          | Do              | Lu              | Ma              | Me              | Gi              | Ve              | Sa              | Do              | Lu              | Ma              | Me              | Gi              | Ve              | Sa              | Do              | Lu              | Ma              | Me              | Gi              | Ve              | Sa              | Do              | Lu              | Ma              | Me              | Gi              | Ve              | Sa              | Do              | Lu              | Ma              |                 |
| Giugno          | Me              | Gi              | Ve              | Sa              | Do              | Lu              | Ma              | Me              | Gi              | Ve              | Sa              | Do              | Lu              | Ma              | Me              | Gi              | Ve              | Sa              | Do              | Lu              | Ma              | Me              | Gi              | Ve              | Sa              | Do              | Lu              | Ma              | Me              | Gi              |                 |                 |
| Luglio          | Ve              | Sa              | Do              | Lu              | Ma              | Me              | Gi              | Ve              | Sa              | Do              | Lu              | Ma              | Me              | Gi              | Ve              | Sa              | Do              | Lu              | Ma              | Me              | Gi              | Ve              | Sa              | Do              | Lu              | Ma              | Me              | Gi              | Ve              | Sa              | Do              |                 |
| Agosto          | Lu              | Ma              | Me              | Gi              | Ve              | Sa              | Do              | Lu              | Ma              | Me              | Gi              | Ve              | Sa              | Do              | Lu              | Ma              | Me              | Gi              | Ve              | Sa              | Do              | Lu              | Ma              | Me              | Gi              | Ve              | Sa              | Do              | Lu              | Ma              | Me              |                 |
| Settembre       | Gi              | Ve              | Sa              | Do              | Lu              | Ma              | Me              | Gi              | Ve              | Sa              | Do              | Lu              | Ma              | Me              | Gi              | Ve              | Sa              | Do              | Lu              | Ma              | Me              | Gi              | Ve              | Sa              | Do              | Lu              | Ma              | Me              | Gi              | Ve              |                 |                 |
| Ottobre         | Sa              | Do              | Lu              | Ma              | Me              | Gi              | Ve              | Sa              | Do              | Lu              | Ma              | Me              | Gi              | Ve              | Sa              | Do              | Lu              | Ma              | Me              | Gi              | Ve              | Sa              | Do              | Lu              | Ma              | Me              | Gi              | Ve              | Sa              | Do              | Lu              |                 |
| Novembre        | Ma              | Me              | Gi              | Ve              | Sa              | Do              | Lu              | Ma              | Me              | Gi              | Ve              | Sa              | Do              | Lu              | Ma              | Me              | Gi              | Ve              | Sa              | Do              | Lu              | Ma              | Me              | Gi              | Ve              | Sa              | Do              | Lu              | Ma              | Me              |                 |                 |
| Dicembre        | Gi              | Ve              | Sa              | Do              | Lu              | Ma              | Me              | Gi              | Ve              | Sa              | Do              | Lu              | Ma              | Me              | Gi              | Ve              | Sa              | Do              | Lu              | Ma              | Me              | Gi              | Ve              | Sa              | Do              | Lu              | Ma              | Me              | Gi              | Ve              | Sa              |                 |